# Mertert
Mertert är en kommun och en stad i östra Luxemburg, vid gränsen till Tyskland.   Den ligger i kantonen Grevenmacher och distriktet Grevenmacher, i den östra delen av landet, 27 kilometer öster om huvudstaden Luxemburg. Antalet invånare är 4 238. Arean är 15,3 kvadratkilometer.
Terrängen i Mertert är platt åt nordost, men åt sydväst är den kuperad.
.

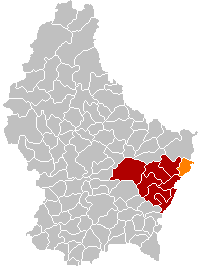
Mertert markerad med orange i karta över Luxemburg

I omgivningarna runt Mertert växer i huvudsak blandskog. Runt Mertert är det ganska tätbefolkat, med 129 invånare per kvadratkilometer.